# Daniel Rosales Porras
Daniel Enso Rosales Porras (Omate, 4 de abril de 1947) es un político peruano. Fue consejero regional de Moquegua entre 2003  y 2006 y alcalde de la provincia de General Sánchez Cerro entre 1990 y 1995.
Nació en Omate, Perú, el 4 de abril de 1947. Tentó la alcaldía de la provincia de General Sánchez Cerro en el departamento de Moquegua en las elecciones municipales de 1983, 1989, 1993 y 1999. Las tres primeras por el Partido Popular Cristiano (o el FREDEMO en 1989, alianza de la que su partido formaba parte) y la última por Somos Perú. Fue elegido alcalde de esa provincia en las elecciones de 1990 y reelegido en 1993. Tentó su elección como congresista de la república en las elecciones generales de 1995 y en las elecciones del 2001 sin éxito en ninguna de ellas. En las elecciones regionales del 2002 fue elegido como consejero del Gobierno Regional de Moquegua y, aunque tentó su reelección como accesitario en las elecciones regionales del 2006, no fue reelecto.